# Eurhopalothrix jennya
Eurhopalothrix jennya é uma espécie de formiga do gênero Eurhopalothrix, pertencente à subfamília Myrmicinae.